# Dentex
Dentex es un género de peces de la familia Sparidae, del orden Perciformes. Este género marino fue descrito por primera vez en 1814 por Georges Cuvier.

## Especies
Especies reconocidas del género:
- Dentex abei Iwatsuki, Akazaki & Taniguchi, 2007
- Dentex angolensis Poll & Maul, 1953
- Dentex barnardi Cadenat, 1970
- Dentex canariensis Steindachner, 1881
- Dentex carpenteri Iwatsuki, S. J. Newman & B. C. Russell, 2015[2]
- Dentex congoensis Poll, 1954
- Dentex dentex (Linnaeus, 1758)
- Dentex fourmanoiri Akazaki & Séret, 1999
- Dentex gibbosus (Rafinesque, 1810)
- Dentex hypselosomus Bleeker, 1854
- Dentex macrophthalmus (Bloch, 1791)
- Dentex maroccanus Valenciennes, 1830
- Dentex spariformis J. D. Ogilby, 1910
- Dentex tumifrons (Temminck & Schlegel, 1843)